# USM Haller

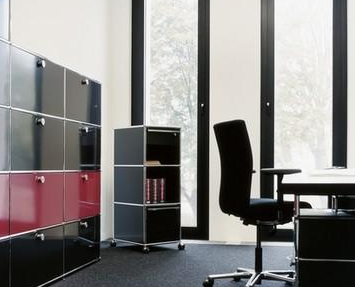
Büroeinrichtung mit USM Haller

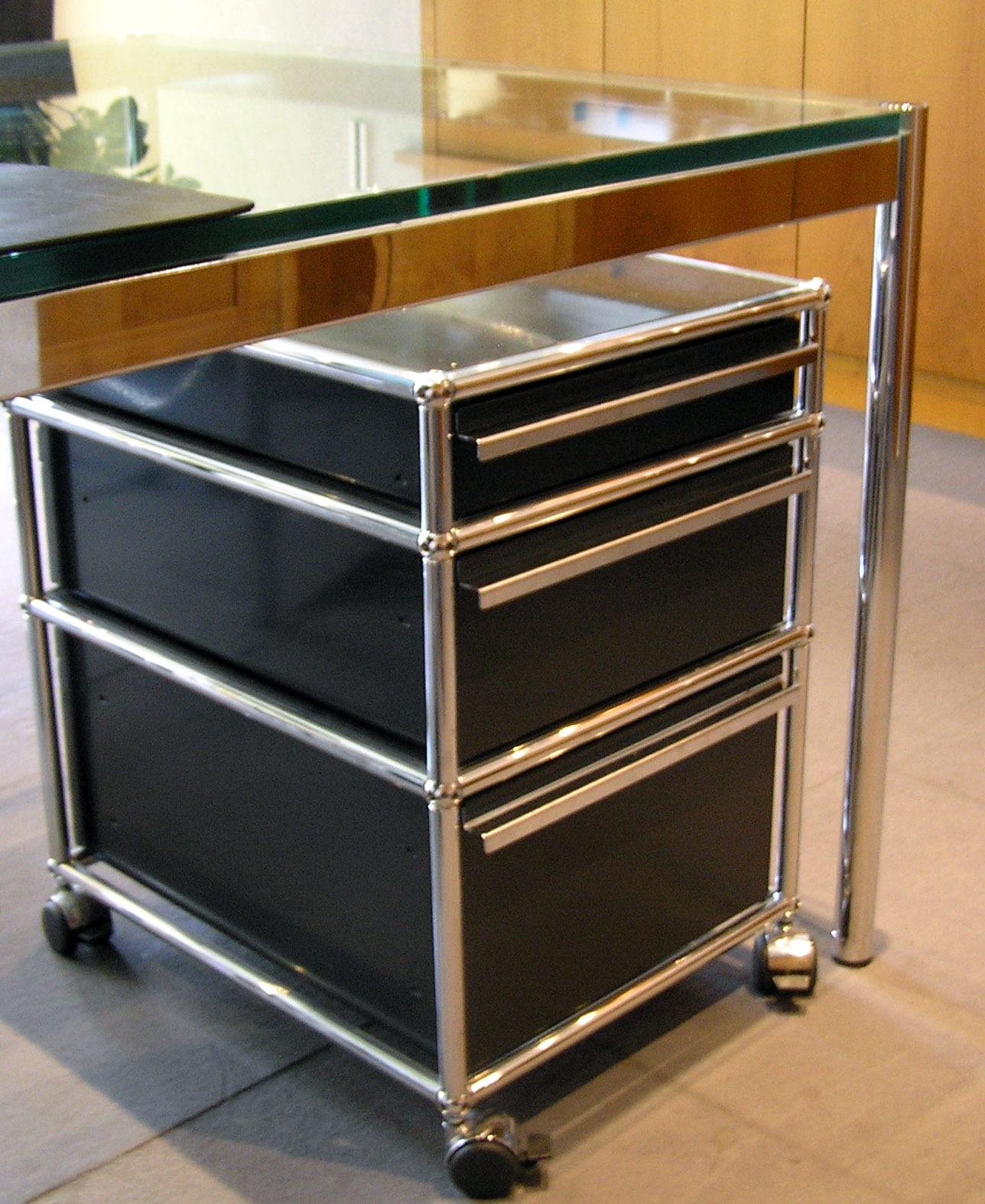
Rollcontainer

USM Haller ist ein Möbelbausystem, das seit 1969 angeboten wird. 

## Geschichte
1885 gründete der Schweizer Handwerker Ulrich Schärer in Münsingen eine Schlosserei und Schmiedewerkstätte, aus welcher später das Unternehmen USM U. Schärer Söhne AG hervorging.
Das modulare Einrichtungssystem wurde 1963 von dem Enkel des Unternehmensgründers Ulrich Schärer, Paul Schärer (1933–2011), und dem Architekten Fritz Haller (1924–2012) entworfen. Es war zunächst für die Ausstattung der betriebseigenen Büroräume im damals ebenfalls von Haller gestalteten neuen Geschäftsgebäude in Münsingen gedacht und ging ab 1969 in Serie.
Der Markenname USM Haller setzt sich zusammen aus den Initialen des Firmengründers und Schlossers Ulrich Schärer, dem Firmensitz Münsingen und dem Nachnamen von Fritz Haller.
Produziert werden die Elemente in der Schweiz. Der Sitz der 1975 gegründeten deutschen Tochtergesellschaft mit Vertrieb und Montage für Deutschland befindet sich in Bühl. Ab 2017 wurde die Montage von Bühl nach Leipzig verlagert, 2018 auch die Logistik.

## Produkt
Das System besteht aus zusammenschraubbaren, verchromten Stahlrohren und Baugruppen wie Einbauten, Verkleidungen, Tischen, Akustikwänden, Elektroinstallationen, Beleuchtung und Zusatzteilen für Bildschirmarbeitsplätze. Mit den Elementen des Möbelbausystems lassen sich unterschiedliche Objekte bauen: Akten- und Geräteschränke, offene oder geschlossene Korpusse, Rollcontainer, Empfangstheken, Wandverkleidungen und Deckenroste.
Die Objekte lassen sich zerlegen und zu anderen Objekten zusammenbauen. Als jeweiliges Verbindungsstück zwischen den einzelnen Elementen sorgt ein 1965 von Paul Schärer zum Patent angemeldeter, kugelförmiger Stahl-Knotenpunkt, in den mehrere Löcher mit Schraubgewinden eingelassen sind.

## Status
Produkte der Serie USM Haller werden als Universalmöbel z. B. in Arztpraxen, Kanzleien, Empfangshallen sowie im Privatbereich verwendet. Im Jahr 1980 wurde es in die Neue Sammlung des Staatlichen Museums für angewandte Kunst in München aufgenommen. 2001 erfolgte die Aufnahme in die permanente Sammlung des Museum of Modern Art (MoMa) in New York. 2004 wurden die Büroräume des MoMa von USM U. Schärer Söhne mit USM Haller ausgestattet.